# Johan Manzambi
Johan Manzambi, né le 14 octobre 2005 à Genève en Suisse, est un footballeur international suisse qui évolue au poste de milieu de terrain au SC Fribourg.

## Biographie

### Carrière en club
Manzambi commence sa formation au Servette FC, où il évolue dans les équipes de jeunes. En 2023, il rejoint le centre de formation du SC Fribourg en Allemagne. Il intègre d'abord l'équipe U19, puis la réserve du club, disputant 10 matchs en 3. Liga allemande lors de la saison 2023-2024 et en y inscrivant 2 buts.
Le 21 août 2024, Manzambi fait ses débuts professionnels avec l'équipe première de Fribourg lors d'une victoire 3-0 en Bundesliga contre le FC Heidenheim. Il marque son premier but en championnat le 12 avril 2025, offrant la victoire 2-1 à son équipe contre le Borussia Mönchengladbach. Une semaine plus tard, il est titularisé pour la première fois en championnat lors d'un match contre la TSG 1899 Hoffenheim, où il délivre une passe décisive.

### Carrière en sélection
Manzambi représente la Suisse dans les catégories de jeunes. Il débute avec les U18 en mars 2023, puis progresse rapidement vers les U19, avec lesquels il participe aux qualifications pour le Championnat d'Europe des moins de 19 ans. En septembre 2024, il est convoqué pour la première fois avec les U20 suisses pour un match contre la France. En mars 2025, il fait ses débuts avec l'équipe espoirs lors d'un match contre l'Autriche.
Avec l'équipe de Suisse senior, il fait ses débuts en amical le 7 juin 2025 face au Mexique. Quatre jours plus tard, il est titularisé face aux USA et marque son premier but international.

## Statistiques

### Détaillées
| Saison                | Club                  | Championnat           | Championnat | Championnat | Championnat | Coupe(s) nationale(s) | Coupe(s) nationale(s) | Coupe(s) nationale(s) | Compétition(s) continentale(s) | Compétition(s) continentale(s) | Compétition(s) continentale(s) | Compétition(s) continentale(s) | Suisse | Suisse | Suisse | Total | Total | Total |
| Saison                | Club                  | Division              | M.          | B.          | P.d.        | M.                    | B.                    | P.d.                  | Comp.                          | M.                             | B.                             | P.d.                           | M.     | B.     | P.d.   | M.    | B.    | P.d.  |
| 2023-2024             | SC Fribourg rés.      | 3. Liga               | 10          | 2           | 0           | -                     | -                     | -                     | -                              | -                              | -                              | -                              | -      | -      | -      | 10    | 2     | 0     |
| 2024-2025             | SC Fribourg rés.      | Regionalliga          | 10          | 1           | 4           | -                     | -                     | -                     | -                              | -                              | -                              | -                              | -      | -      | -      | 10    | 1     | 4     |
| Sous-total            | Sous-total            | Sous-total            | 20          | 3           | 4           | -                     |                       | -                     | -                              | -                              | -                              | -                              | -      | -      | -      | 20    | 3     | 4     |
| 2024-2025             | SC Fribourg           | Bundesliga            | 11          | 2           | 2           | 0                     | 0                     | 0                     | -                              | -                              | -                              | -                              | 2      | 1      | 1      | 13    | 3     | 3     |
| 2025-2026             | SC Fribourg           | Bundesliga            | 0           | 0           | 0           | 1                     | 0                     | 0                     | C3                             | -                              | -                              | -                              | 0      | 0      | 0      | 1     | 0     | 0     |
| Sous-total            | Sous-total            | Sous-total            | 11          | 2           | 2           | 1                     | 0                     | 0                     | -                              | -                              | -                              | -                              | 2      | 1      | 1      | 14    | 3     | 3     |
| Total sur la carrière | Total sur la carrière | Total sur la carrière | 31          | 5           | 6           | 1                     | 0                     | 0                     | -                              | -                              | -                              | -                              | 2      | 1      | 1      | 34    | 6     | 7     |